# 墨尔根城
墨尔根城是清朝康熙年间，康熙帝应因当时军情需要，决定修建的城池，城池在今黑龙江省嫩江市嫩江镇，是清代的“边外七镇”（即柳条边以北七个八旗驻防城）之一:7。

## 城名和所处地形
墨尔根城名来源于流经此处的墨尔根河:6（今嫩江市车站东边喇嘛河子，嫩江的支流）。墨尔根一词有多种解释。此地在“清初为达呼尔、索伦、鄂伦春诸部游猎之地”。建城之前，或称墨尔根村:7、墨尔根屯、黑尔根地方:9—11。
墨尔根城在黑龙江城和齐齐哈尔城（卜奎城）之间、嫩江左岸。被视为黑龙江省的形胜之地。《盛京通志》记载“北负群山，南临沃野，江河襟带，上下要枢。”:9—10现代研究者认为墨尔根是因自身的地理特点成为清廷选择建城永驻的因素:7。

## 历史
康熙二十三年（1684年），清军在墨尔根驻兵。萨布素与钦差、兵部侍郎伊桑阿等人在嫩江沿岸考查，准备在几处地点中选择一处建城:7。第一次雅克萨战役结束后的康熙二十四年（1685年）九月，康熙帝“以墨尔根地方紧要”，“从议政大臣议，决定筑城驻兵，命黑龍江將軍薩布素及副都统一员驻在”。所建城即墨尔根城。
黑龍江副都統博定负责筑城事务。康熙二十四年（1685年）十二月初四日，黑龙江将军请示兵部议定在墨尔根建城驻兵，原居墨尔根城周围的达斡尔人等是否要迁移，如果要迁移应迁移到何处等事宜。墨尔根城设城守尉1人，有达斡尔族、鄂温克族兵480人守城。设官庄15座，每庄配领催1人、壮丁10人、耕牛10头，每丁年上交细粮22石。
康熙二十五年（1686年），城池完工。时设内外城郭，内城“排木为垣，实为土，具雉堞之观，四门皆有楼橹”，“外郭筑土为之，方十里”。内城周长1453米，高6米，内外立木，中间填土，东西南北各设一角楼；外城周长4080米，东南西各设一门，北设二门。民国时编撰的《嫩江县志·疆域》记载：“其制则内城、外郭。内城之垣，松木为栅夹于外，中实以土。高一丈。周围四百五十四丈，女墙皆备。东西南北二门。”
康熙二十九年（1690年），黑龙江将军与黑龙江副都统移驻墨尔根城。康熙三十二年，薩布素正式获准移驻。现代研究者认为，黑龙江将军的移驻是为镇压噶尔丹叛乱，而非御防俄罗斯势力:12。墨尔城设有黑龙江将军衙门。衙门有大堂五间，司房十二间。八旗兵500人、达斡尔族兵420人驻守墨尔根城。康熙三十七年（1698年），黑龙江副都统移驻齐齐哈尔城。康熙四十九年（1710年），设墨尔根副都统衙门，马喀礼任墨爾根副都統。
雍正五年（1727年）7月，设汉军佐领2人，增汉军兵100人、战船6只、江船4只、渡船1只，增拨领催1人，水手43人。雍正六年（1728年），墨尔根副都统衙门建贮备银库4间，城北建器物库8间、看船坊1处，城内建炮局5间。雍正十一年（1733年），城内建军器楼、兵司、工司各2间。另建有关帝庙等建筑。雍正十二年（1734年），设屯官1人，管理境内官庄。
乾隆二年（1737年），增设官庄11座，并在城外东南方建先农坛。乾隆八年(1743年），重修墨尔根城。其后，城内建筑有增建。道光二十四年至二十六年（1844年至1846年），重修墨尔根城和衙署。道光二十五年（1845年）10月11日，因江水泛滥、侵入街市，墨尔根城南徙3里，城郭增至10里。其后，城内建筑有增建。
光绪十三年（1887年），墨尔根内城木墙改为砖墙。光绪三十四年（1908年）五月，撤墨爾根副都統，设嫩江府。